# Maria Pezzé Pascolato
Maria Pezzé Pascolato, citata anche come Maria Pezzè Pascolato (Venezia, 15 aprile 1869 – Venezia, 22 febbraio 1933), è stata una pedagogista e scrittrice italiana.
La sua attività, equamente divisa tra settore culturale e sociale, la porta a ricoprire prestigiosi incarichi in particolare negli anni del primo dopoguerra fino alla scomparsa.

## Biografia

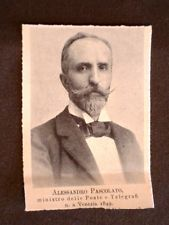
Il padre Alessandro

### La famiglia
Figlia di Alessandro Pascolato e Francesca Restelli (1847-1896), nata nel 1869, Maria cresce in una famiglia dell'alta borghesia.
Il padre, veneziano, è professore alla Regia Scuola Superiore di Commercio (oggi Università Ca’ Foscari), siede a più riprese ai vertici di molte istituzioni culturali veneziane. Inoltre è attivo anche nella vita politica con un cursus honorum di tutto rispetto: consigliere e assessore comunale, deputato della destra liberale, infine sottosegretario e ministro di Poste e Telegrafi nel governo di Giuseppe Saracco.
La madre, di origine milanese, è la fondatrice della sezione veneziana della Croce Rossa e si impegna in molte altre attività benefiche.
Il fratello minore, Mario (1877-1914), segue le orme paterne diventando consigliere comunale, assessore, direttore della Gazzetta di Venezia: una carriera che sarà stronacata dalla prematura scomparsa a soli 37 anni.

### La formazione
Maria segue lezioni private ed è anche iscritta alla scuola superiore femminile Giustinian e, in seguito, alla facoltà di Lettere e Filosofia dell'Università di Padova, dove completa gli studi mettendo in mostra una predisposizione per le attività letterarie e lo studio delle lingue straniere. Per una donna, la scelta di compiere studi regolari era all'epoca tutt'altro che scontata.

### Il matrimonio e il rientro a Venezia
Nel 1891, con il marito Luigi Pezzé, si trasferisce a Poppi, in provincia di Arezzo, dove continua a studiare lingue straniere (francese, inglese, tedesco, spagnolo, danese e alcune lingue slave) in forma privata, e si impegna nel sociale insegnando italiano e cultura generale agli adulti. Il matrimonio non è felice e nel 1896 torna a Venezia, anche in seguito alla morte della madre. Non avere avuto bambini sarà una delle sue più grandi delusioni: "La speranza delusa di avere figlioli miei mi ha spinta ad occuparmi con amore di quelli degli altri e ad appassionarmi per tutte le questioni educative".

### Attività culturale
Tornata a Venezia, si impegna nella vita culturale cittadina entrando a far parte di molte istituzioni culturali come l'Ateneo Veneto, la locale sezione della Società Dante Alighieri e la Biennale d'arte. Fonda, inoltre, nuove associazioni come il Circolo filologico. La sua attività si contraddistingue per la traduzione di importanti autori stranieri a partire dalle fiabe di Hans Christian Andersen. Per questa attività di traduttrice è lodata in più occasioni da molti contemporanei tra i quali Giosuè Carducci. Altri autori celebri che traduce sono John Ruskin, Thomas Carlyle, Henry David Thoreau. Intensa anche la sua produzione letteraria come autrice di romanzi per ragazzi e di poetessa nel vernacolo veneziano. Maria entra nel 1922 alla facoltà di Lingua e Letteratura italiana dell'Università Ca' Foscari come assistente di Antonio Fradeletto e, alla scomparsa di Fradeletto, quale viene istituito per lei l'insegnamento di lingua italiana. Ricca la sua produzione scientifica nonché le collaborazioni con quotidiani e riviste dell'epoca (ad esempio la Gazzetta di Venezia e la Nuova antologia), spesso su temi educativi.

### Attività filantropica
Maria è molto attiva anche nell'assistenza dei più bisognosi, ammalati, alcolisti e presta particolare attenzione ai più piccoli. Un'attività assistenziale legata alla destra liberale, infatti «(…) condivide le aspirazioni di rinnovamento e rilancio culturali dei milieux altoborghesi, le loro preoccupazioni sociali, ma anche gli ideali di rinnovamento spirituale dei settori del cattolicesimo riformista». Maria è inserita perfettamente nei circoli prima interventisti e poi irredentisti dell'élite veneziana, che vede tra i più noti esponenti Piero Foscari, Giuseppe Volpi, Giovanni Giuriati, Gino Damerini. Un approccio all'assistenza che, nonostante la forte attenzione all'educazione, sostanzialmente ha un carattere meramente assistenziale e non è rivolto a combattere le cause delle diseguaglianze. Nel 1927 diviene delegata provinciale dei fasci femminili e, sempre nel 1927 assunse la direzione provinciale dell'Opera nazionale per la protezione della maternità e dell'infanzia e continua l'attività della madre nella Croce Rossa, diventando anche presidente della sezione veneziana. Sempre a lei si deve l'organizzazione del primo trasporto su barche per gli ammalati veneziani (1906, Croce azzurra).

Giuseppe Lombardo Radice

### Attività educativa
Il campo del sociale nel quale Maria si distingue è certamente quello educativo. Il Comune di Venezia le affida negli anni diversi incarichi come la direzione del servizio ispettivo delle scuole, l'organizzazione dei corsi nell'Istituto professionale femminile comunale "Vendramin Corner" (1898), quindi è nominata (1904) ispettrice generale onoraria degli asili infantili veneziani. Tali competenze sono riconosciute a livello nazionale: nel 1923 Giovanni Gentile la vuole come membro della Commissione governativa incaricata di selezionare i libri da adottare nelle scuole elementari. Tra gli altri membri vi sono intellettuali del calibro di Piero Calamandrei e Giuseppe Prezzolini; Maria si distingue nei lavori, infatti la relazione finale porta la sua firma. A presiedere la commissione è il pedagogista e filosofo Giuseppe Lombardo Radice.

#### Prima biblioteca per ragazzi d'Italia
La passione di Maria per i libri e la lettura la porta a concentrare molti sforzi nella creazione e gestione di biblioteche popolari. Non solo gestisce la bibliotechina circolante “E. De Amicis” fondata dal fratello Mario e in seguito le biblioteche circolanti del Fascio femminile, ma si interessa alla fondazione della biblioteca di Trezzo sull'Adda e alla riorganizzazione di quella di Capodistria. Si impegna anche nell'organizzazione della biblioteca del carcere femminile di Venezia e di altre piccole realtà veneziane. E sempre nella città lagunare fonda, il 6 maggio 1926, la prima biblioteca per ragazzi italiana. La prima sede è in campo San Gallo, ospitata dal Fascio femminile di Palazzo Orseolo, nel 1930 la biblioteca è trasferita in piazza San Marco, al piano ammezzato di Palazzo reale quindi adiacente alla biblioteca Marciana. Vi rimane fino al 1938, anno della chiusura. L'idea della biblioteca per ragazzi nasce in Maria durante un viaggio a Boston e New York, negli anni venti, dove visita le Children's rooms nelle biblioteche dedicate agli adulti. La biblioteca è destinata a bambini tra i 6 e i 14 anni, e ha lo scopo di educare al bello e all'importanza di apprendere attraverso il gioco. La sala di lettura ha tavolini ottagonali, misurati sulla statura media dei ragazzi e sono anche presenti numerosi giocattoli usati per introdurre i ragazzi ai libri. Prima di toccare i libri, i bambini sono accompagnati a lavare le mani ed è anche severamente proibito inumidirsi le dita per girare le pagine perché considerato antigienico. I libri sono disposti a scaffale aperto e ordinati per le diverse classi di età e per argomento.

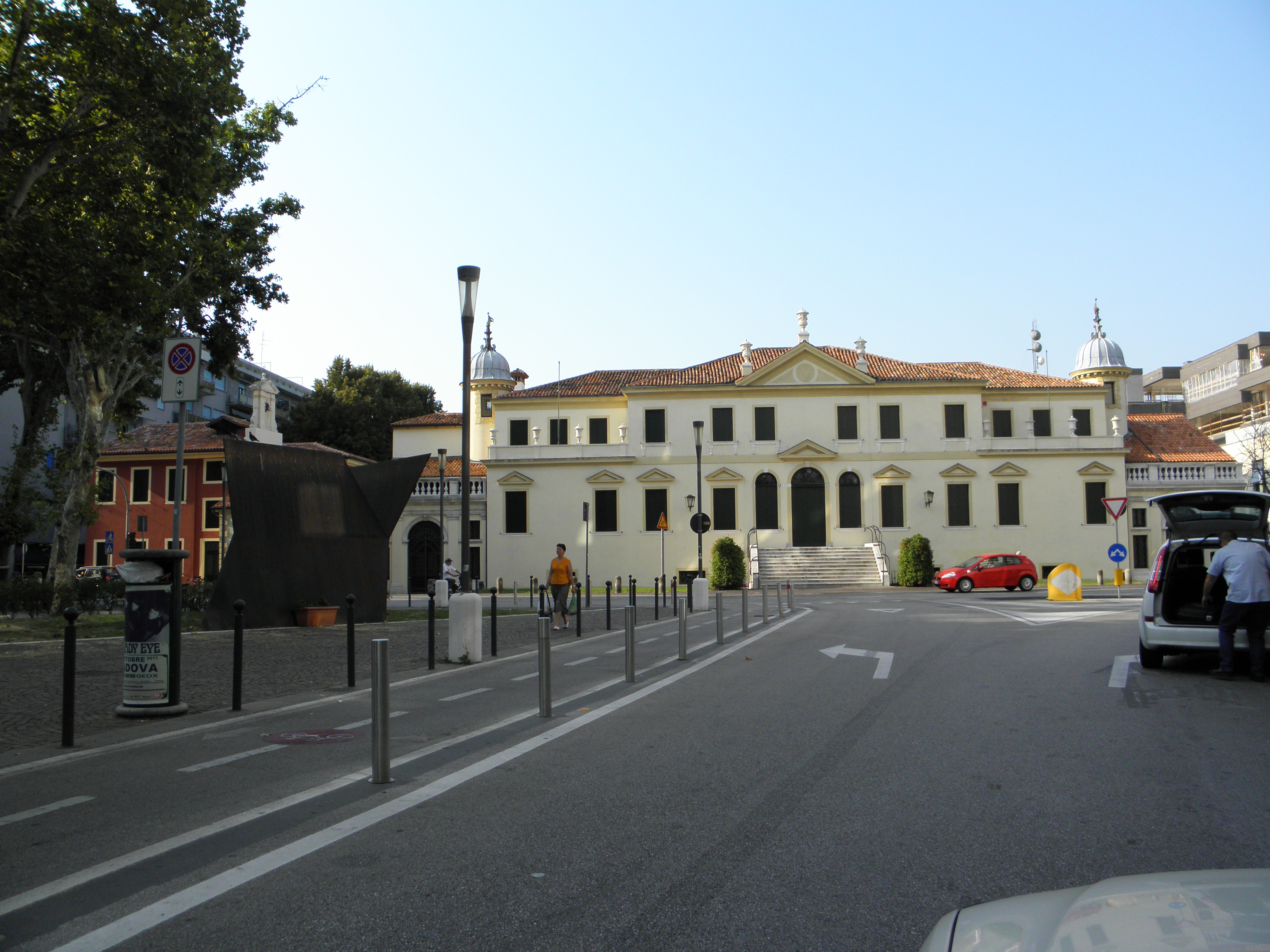
Villa Erizzo, sede della VEZ, Biblioteca civica di Mestre

#### Fondo Biblioteca dei ragazzi Maria Pezzè Pascolato
Il fondo Biblioteca dei ragazzi Maria Pezzè Pascolato è quanto rimane della biblioteca per ragazzi voluta da Maria. Dei circa 2.000 volumi originari, oggi ne sono rimasti 634, tutti destinati a bambini tra i 6 e i 16 anni: dopo la chiusura della biblioteca nel 1938 se ne persero le tracce fino al 2008 quando vennero rinvenuti 634 pezzi in un deposito. Una della caratteristiche dei libri ritrovati è che, per la maggior parte, sono illustrati, un aspetto particolarmente rilevante che fa del fondo una testimonianza unica per la storia dell'illustrazione rivolta ai più piccoli. Nel fondo si trovano, oltre alla letteratura per ragazzi, anche libri di gioco per i bambini più piccoli e un piccolo nucleo di libri di propaganda fascista. Il fondo di proprietà della Regione del Veneto, è in deposito permanente alla VEZ, Biblioteca civica di Mestre, per la sua conservazione, valorizzazione e fruizione.

## Opere
La produzione della Pezzé è ricchissima, si ricordano in particolare:
- Pif Paf ossia due schiaffi ben dati, 1885
- Vecchie novelle sempre nuove, 1900
- Cose piane. Libro per giovinette, 1908
- Lillori, romanzo per ragazzi, 1915
- Piccole storie e grandi ragioni della nostra guerra, 1918
- Versi Veneziani, 1928

## Le opere tradotte
- Thomas Carlyle, Gli eroi, Firenze, G. Barbera, 1896.
- Hans Christian Andersen, Quaranta novelle, Milano, U. Hoepli, 1904.
- John Ruskin, Venezia, Firenze, G. Barbera, 1908.
- John Ruskin, Le novelline, Milano, U. Hoepli, 1914.